# فرشته‌های آرواره آهنین
فرشته‌های آرواره آهنین (به انگلیسی: Iron Jawed Angels) فیلمی به کارگردانی کاتیا فون گارنیه محصول ۲۰۰۴ ایالات متحده با بازی هیلاری سوانک، فرانسس اوکانر، جولیا اورموند و آنجلیکا هیوستون است. فیلم به جنبش حق رأی زنان در ایالات متحده در دهه ۱۹۱۰ می‌پردازد. این فیلم نامزد پنج جایزه امی ۲۰۰۴ شد و تحسین جشنواره فیلم ساندنس را دریافت کرد.
فیلم داستان فعالان سیاسی مانند آلیس پال و لوسی برنز است که استراتژی‌های مدنی و بی‌خشونت را به کار می‌گیرند تا زنان را برای جنبش حق رأی زنان بسیج کنند، با پارلمان و رئیس‌جمهور مذاکره کنند، کارناوال و راهپیمایی راه بیندازند، روبروی کاخ سفید تحصن کنند، زندان بروند، در مطبوعات بنویسند، و سرانجام در ۲۶ اوت ۱۹۲۰، در نوزدهمین اصلاح قانون اساسی آمریکا حق رأی زنان را به دست آورند.